# Cedar Grove (Indiana)
Cedar Grove est une municipalité située dans le comté de Franklin, dans l’État de l'Indiana, aux États-Unis. Lors du recensement de 2020, elle comptait 150 habitants.